# Joe Dolhon
Joseph Dolhon, detto Joe (Yonkers, 9 luglio 1927 – Yonkers, 5 gennaio 1981), è stato un cestista statunitense, professionista nella NBA.